# Lac (Tsjaad)
Lac is een van de 18 regio’s van Tsjaad. De hoofdstad is Bol.

## Geografie
Lac heeft een oppervlakte van 22.320 km², waarvan het Tsjaadmeer een deel in het westen uitmaakt. De regio ligt in het westen van het land en grenst aan Kameroen, Nigeria en Niger.
De regio is onderverdeeld in twee departementen: Mamdi en Wayi.

## Bevolking
Er leven ruim 248.000  mensen (in 1993) in de regio.
De voornaamste etnische volkeren zijn de Kanembu (66%) en de Buduma (18%).
Regio's: Batha · Borkou-Ennedi-Tibesti · Chari-Baguirmi · Guéra · Hadjer-Lamis · Kanem · Lac · Logone Occidental · Logone Oriental · Mandoul · Mayo-Kebbi Est · Mayo-Kebbi Ouest · Moyen-Chari · Ouaddaï · Salamat · Tandjilé · Wadi Fira

Stad: Ndjamena